# Kerivoula krauensis
Kerivoula kachinensis és una espècie de ratpenat de la família dels vespertiliònids. És endèmic de Malàisia. El seu hàbitat natural són els boscos madurs de plana, on viu al sotabosc. Es desconeix si hi ha cap amenaça significativa per a la supervivència d'aquesta espècie.